# Christian Ludwig von Kalckstein
Christian Ludwig von Kalckstein (* 1630 oder 1627; † 8. November 1672 in Memel) war ein kurbrandenburgischer Obrist und Chef eines Regiments zu Pferde.

## Leben

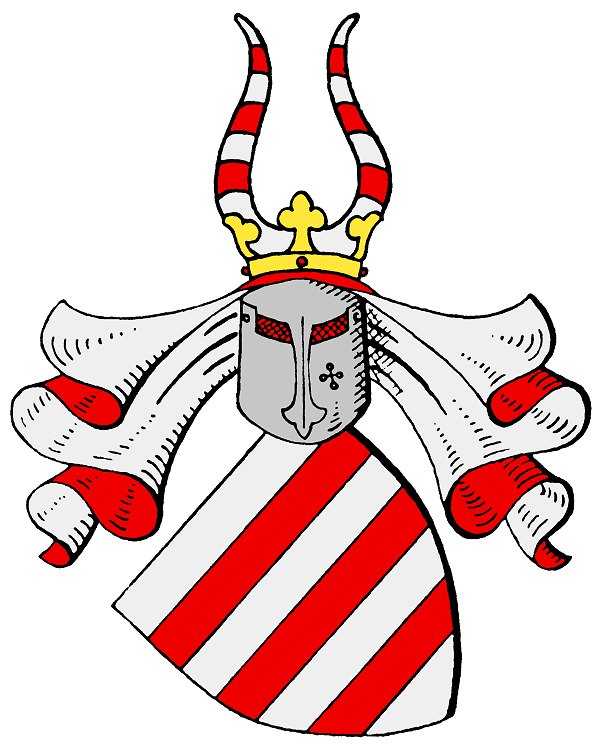
Wappen derer von Kalckstein

Kalcksteins Vater war der Generalleutnant Albrecht von Kalckstein (* 1592; † 26. Mai 1667) Erbherr auf Mühlhausen. Seine Mutter war Marianne geb. von Wiedebach (1610–1653), sein Neffe der spätere Generalfeldmarschall Christoph Wilhelm von Kalckstein.
In seiner Jugend diente Kalckstein kurzzeitig in der französischen Armee unter Marschall Turenne, wurde aber wegen Unbotsamkeit entlassen. Nach einem vorübergehenden Dienst in der polnischen Armee wechselte er zur preußischen und kämpfte mit Bravour in der Schlacht von Warschau 1656, wofür er mit der Verwaltungshoheit für Oletzko belohnt wurde.
Als Amtshauptmann von Oletzko wurde er 1667 wegen verschiedener angeblicher Verbrechen angeklagt, unter anderem Veruntreuung und Misshandlung seiner Untertanen. Kalckstein stellte die Vorwürfe hingegen als substanzlose Intrige von solchen dar, denen er umgekehrt die Veruntreuung von Staatsgeldern hatte nachweisen können, ohne dass jedoch seinen entsprechenden Hinweisen nachgegangen worden war. Seinen Einlassungen wurde nicht stattgegeben, und so wurde er von allen Ämtern entbunden und zu ewigem Gefängnis verdammt; zudem sollte er eine Geldbuße von 10.000 Talern bezahlen. Treibende Kraft war wohl sein jüngerer Bruder Christoph Wilhelm, wobei Erbstreitigkeiten nach dem Tod des Vaters ein mögliches Motiv waren.
Nachdem er 5.000 Taler bezahlt hatte, wurde Kalckstein auf Ehrenwort auf seine Güter begnadigt. Als Michael I. polnischer König wurde, beschloss Kalckstein, nach Warschau zu gehen.
Der Kurfürst von Brandenburg versuchte ihn durch den preußischen Gesandten Eusebius von Brandt zurückfordern; aber der polnische Hof ignorierte die Forderungen. In der Zwischenzeit machte Kalckstein – so die offizielle preußische Geschichtsschreibung – alle Anstrengungen, um aus Rache den Vertrag von Wehlau zu sabotieren. Es gelang ihm, den König für sich einzunehmen, und dieser machte ihn zu seinem Kammerherrn, Obristen und Landboten auf dem Reichstag, dazu bekam er auch noch die notwendigen Schutzbriefe. Dieses veranlasste Brandt zum Handeln. Er ließ ihn fangen und nach Preußen schmuggeln. Der König von Polen war sehr aufgebracht und protestierte vergeblich gegen die Entführung. Brandt veröffentlichte einen Bericht, um seine Handlung zu erklären: Ludovici Kalksteini mores & Fara, was den König augenscheinlich besänftigte.

## Verurteilung und Tod
Kalckstein wurde als Landesverräter zum Tode verurteilt. Bemerkenswert ist, wie er darauf reagierte. Am Vortag der vorgesehenen Hinrichtung schrieb er einen Brief an seinen Landesherrn, den Großen Kurfürsten, in dem er darum bat, seine Frau und seine Kinder nicht mittellos werden zu lassen; hingegen verzichtete er in dem Schreiben auf jeglichen Rechtfertigungsversuch oder ein Gnadengesuch. Dieser letzten Bitte entsprach der Kurfürst und beließ der Witwe das Gut Romitten.
Noch an seinem Hinrichtungstag schrieb Kalckstein drei weitere Briefe, nämlich einen an seinen Bruder Christoph Wilhelm, dem er seine Verurteilung „verdankte“, und jeweils einen an seine Frau und seine Kinder. Im Brief an seinen Bruder versichert er ihn seiner brüderlichen Liebe und ermahnt ihn, die von Gott zu erwarteten Folgen unrechten Handelns zu bedenken. Er betont, dass er zwar unschuldig sterben wird, jedoch seinem Bruder und allen anderen Menschen, die ihm Unrecht getan haben, verzeiht. Auch im Brief an seine Frau bringt er ein weiteres Mal zum Ausdruck, dass er unschuldig sei, betont aber, dass er getrost in die ewige Seligkeit eingehen werde als einer, der zwar „auff Erden unschuldig gelitten, aber vor Gott ein mehrers Verdient“ habe. Folgerichtig bemüht sich Kalckstein, seine Frau zu trösten und ihr ein letztes Mal seine herzliche Liebe zu bekennen. Des Weiteren weist er eindringlich darauf hin, „daß Gott diejenigen nur erhöret, welche willig seyn zu Verzeihen“. Ähnlich schreibt er an seine Kinder und bittet sie, von jeglicher Art von Rachegedanken Abstand zu nehmen.
Am 8. November 1672 wurde Kalckstein enthauptet. Es war die einzige politisch motivierte Hinrichtung während der Regierungszeit des Großen Kurfürsten.

## Familie
Er war seit 1656 mit Maria Elisabeth von Kittlitz (1639–1698) verheiratet. Seine Frau war die Tochter des Oberhofmarschalls Christoph von Kittlitz und Maria von Halle. Das Paar hatte sechs Söhne und zwei Töchter, darunter:
- Alexander (* 1667; † 27. April 1734)

⚭ 1695 Helena von Schönaich († 5. April 1700)
⚭ 1700 Katharina von Oertzen († 1760)
Nach seiner Hinrichtung konnte die Witwe das Gut Romitten behalten. Die beschlagnahmten Güter, darunter Knauten, kaufte sein Bruder Christoph Albrecht (1635–1696).

## Künstlerische Rezeption
Im 19. Jahrhundert wurde das Leben Kalcksteins zum Gegenstand dramaturgischer und literarischer Bearbeitungen. 1876 erschien ein –  ganz im Stil der klassischen Tragödie verfasstes – „geschichtliches Trauerspiel“ von Carl Otto mit dem Titel: „Die Familie Kalckstein“, das die Geschehnisse von März bis September 1670 nachzeichnet.
1887 veröffentlichte Ernst Wichert einen Roman unter dem Titel „Christian Ludwig von Kalckstein“ als eigenständigen Teil seines Werkes über den Großen Kurfürsten.